# サタデーアドベンチャー
『サタデーアドベンチャー』は、TOKYOFMをキーステーションにJFN系列で放送されていた音楽トーク中心のラジオ番組である。1977年10月1日から1985年9月28日までの8年間にわたり、毎週土曜15:00-15:55に放送された。当時の番組表では『サタデイ・アドベンチャー』『サタディ・アドベンチャー』とも表記。

## 概要
同時間帯に放送されていた、日立のスポンサーによる『サウンド・イン・ナウ』終了に伴い、新たにAIWAがスポンサーとなって放送開始した。8年間の放送の間にパーソナリティが小林亜星→今野雄二→桑田佳祐→松任谷由実へ交代した。

## パーソナリティ

### 小林亜星
- 放送開始当初のパーソナリティ。

### 今野雄二
- 1981年3月28日まで担当。
- 主なコーナーに「今野雄二のセレクション・ナンバー」などがあった。

### 桑田佳祐
- 1981年4月4日～1982年5月29日まで担当。
- 1981年11月14日の放送では、サザンオールスターズ＆HARABOSEによるスタジオ・ライブが放送された。
- 桑田最後の放送回は、「サヨナラ佳祐！～僕の音楽感とビートルズ」と題して放送した。[1]
- 桑田はその後、空白期間を経て1995年4月から本番組と同じ土曜日にて『桑田佳祐のやさしい夜遊び』を担当。現在も継続中である。

### 松任谷由実
- 1982年6月5日～1985年9月28日まで担当。
- 初回は『はじめまして、ユーミンです』と題して放送され、当時リリース直前だったアルバム「PEARL PIERCE」の曲が披露された。[2]
- 放送時間帯が日曜日へ移動することになり、1985年9月28日の放送を以て終了。
- 松任谷はその後も幾度かのリニューアルを経て、現在もTOKYO FMで継続してパーソナリティを担当している。

- 主なゲスト
  - イエロー・マジック・オーケストラ（1983年5月14日・21日）